# Buñuelos de quark

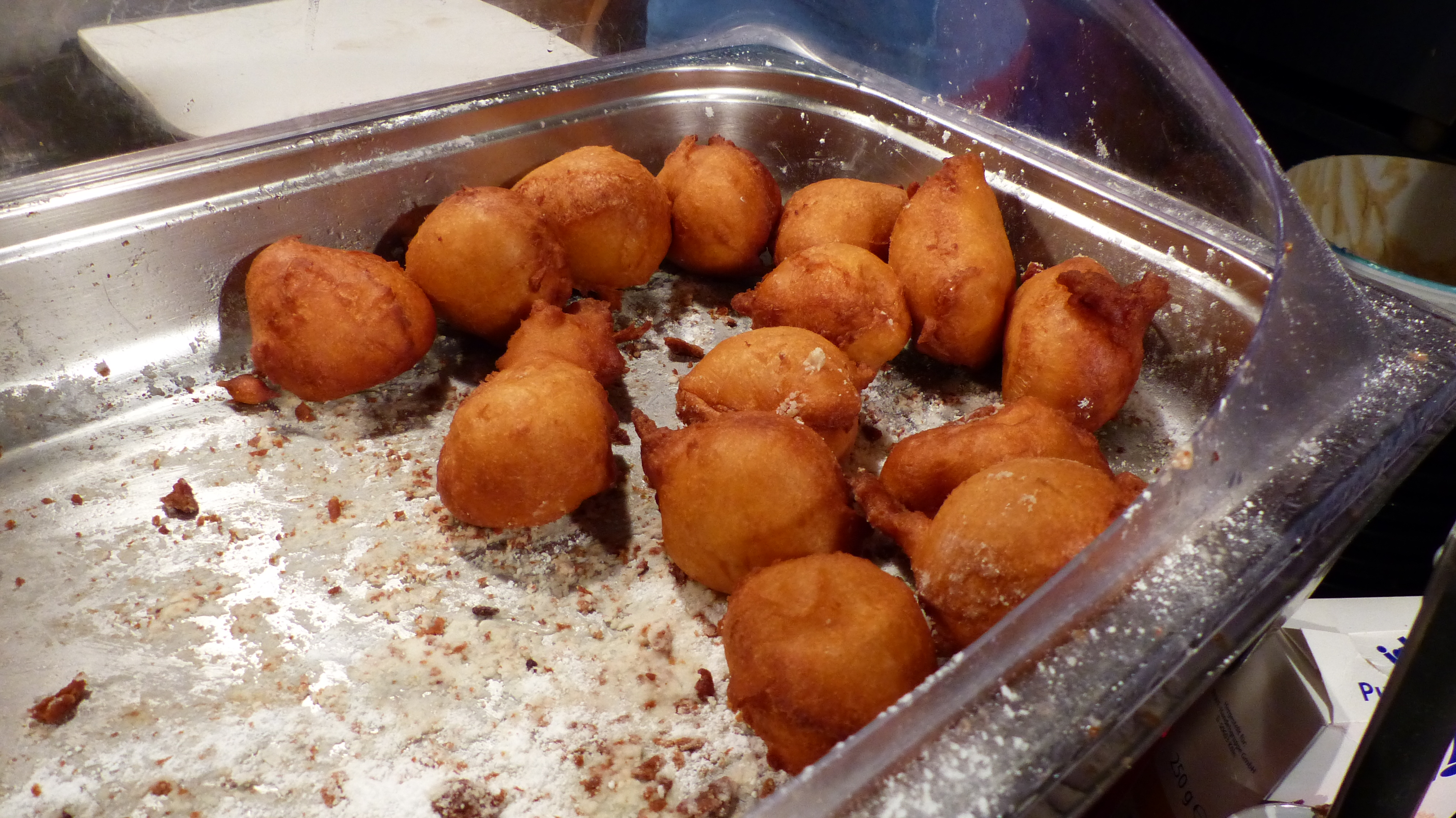
Bolas de quark en un mercado navideño de Dresde

Las buñuelos de quark (del alemán: quarkbällchen o quarkini) son pequeños rosquillas hechas con masa de levadura que contiene quark.
La masa se suele freír en grasa caliente durante cuatro a seis minutos. Luego, las rosquillas se espolvorean con azúcar y, si se desea, con canela.